# Improvisação (música)
Na música, a improvisação é principalmente a habilidade de, simultaneamente, produzir e interpretar, dentro ou não de parâmetros harmônicos ou rítmicos, melodias, ritmos ou vocalizações. Se a peça musical é uma canção, também pode aplicar-se à criação e interpretação de letra dentro da mesma.
Para poder improvisar, um intérprete deve ter um bom controle dos parâmetros dentro do que trabalha, do contrário, a música que cria pode soar ou parecer incongruente. Isto é particularmente certo quando o intérprete não toca sozinho.
Por vezes, a comparação entre improvisação e composição reduz o ato de improvisar como "composição em tempo real", o que é amplamente criticado por teóricos da improvisação por pressupôr que as habilidades necessárias para ambas atividades sejam as mesmas, permitindo dessa forma a atribuição de vantagens ao ato de compor.

## Improvisação idiomática
A improvisação idiomática refere-se a criação de melodia, harmonia, ritmo e textura dentro de um determinado gênero e estilo. Isso acontece por exemplo quando se improvisa no jazz e na música brasileira por exemplo, onde o instrumentista ou cantor constrói suas frases baseando em parâmetros definidos como a criação de melodias baseadas em harmonias pré-definidas.

## Improvisação não idiomática
A improvisação não idiomática, ou improvisação livre, se propõe a não pertencer a nenhum gênero e estilo. Parte do pressuposto de que tudo deve ser desvinculado de qualquer  coisa que seja preconcebida, e portanto é performada sem nenhuma regra além da lógica ou inclinação estética dos musicistas envolvidos . Os termos - improvisação não idiomática, ou improvisação livre - podem se referir a tanto uma técnica (empregada pelo musicista em qualquer gênero) ou a um gênero propriamente dito.
A improvisação livre, enquanto gênero musical, se desenvolveu nos Estados Unidos e Europa na década de 1960, como resultado de extrapolações do free jazz e da música contemporânea. Expoentes da improvisação livre incluem saxofonistas como Anthony Braxton, Evan Parker, John Zorn e Matana Roberts, o pianista Cecil Taylor, turntablist Otomo Yoshihide, guitarristas Fred Frith e Thurston Moore, e o baterista Eddie Prévost.
No Brasil, lançamentos relacionados à improvisação livre podem ser encontrados em netlabels de caráter independente, como Seminal Records, Antena Br, Sinewave, Quintavant, dentre outras.